# نیشی‌نوشیما
نیشی‌نوشیما (به لاتین: Nishinoshima, Shimane) یک منطقهٔ مسکونی در ژاپن است که در Oki District واقع شده‌است. نیشی‌نوشیما ۵۵٫۹۸ کیلومترمربع مساحت و ۳٬۰۱۵ نفر جمعیت دارد.